# Sipitang (district)
Sipitang is een district in de Maleisische deelstaat Sabah.
Het district telt 36.000 inwoners op een oppervlakte van 2700 km².